# Орани
Ора̀ни (на италиански: Orani; на сардински: Orane, Оране) е малко градче и община в Южна Италия, провинция Нуоро, автономен регион и остров Сардиния. Разположено е на 521 m надморска височина. Населението на общината е 3044 души (към 2010 г.).